# Grimes (Iowa)
Grimes − miasto w Stanach Zjednoczonych, w stanie Iowa, w hrabstwie Dallas i Polk. W 2000 liczyło 5862 mieszkańców.